# 쿤양역
쿤양역(중국어: 昆陽站)은 타이완 타이베이시 난강구 소재, 현지명 둥신좡쯔(東新庄子)에 위치한 타이베이 첩운 반난선의 역이다.

## 개요
역은 중샤오 동로 6단의 북측 지하, 신광리, 허청리의 접경지점, 쿤양가 서쪽에 샹양 길목에 접해 있어 공사당시 샹양(向陽)으로 계획되었으나, 현재는 역이 위치한 거리 이름(쿤양가)에서 따온 것이다. 본 역이 위치한 곳의 이름은 "신좡쯔(新庄子)", 일명 "둥신좡쯔(東新庄仔)"라고도 불리우며, 역 번호는 BL21이다.

## 역 구조
지하 2층에 섬식 승강장 하나로 이루어저 있으며, 출구는 네 개이다. 승강장에는 난간형 스크린도어가 설치되어 있다.

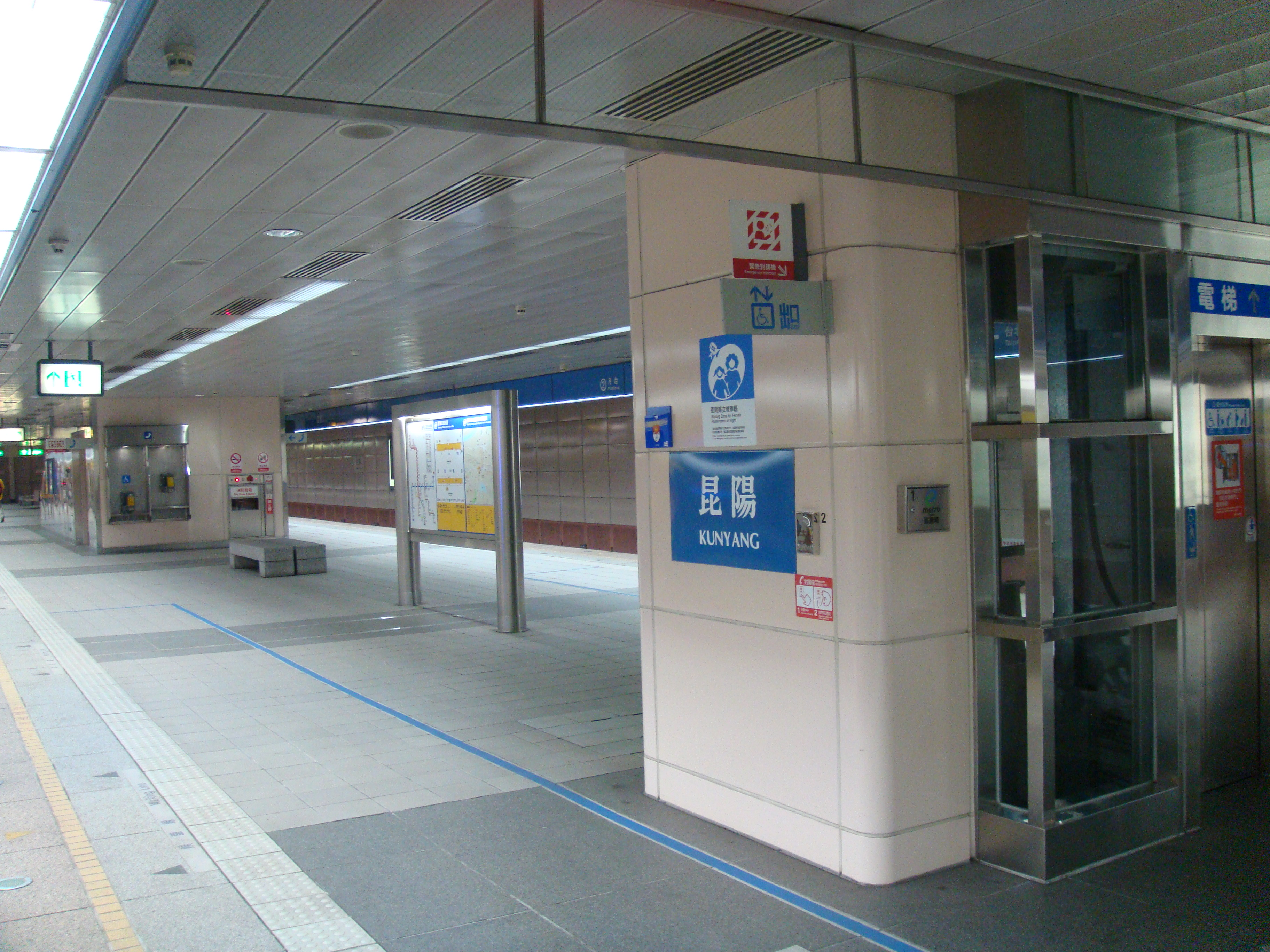
승강장

### 층별 구조
| 지면     | 대합실                          | 안내소, 자동매표기, 개집표기                  |
| 지면     | 대합실                          | 화장실(운임 구역 내부)                        |
| 지하 2층 | 1번 승강장                      | ← 반난선 난강전람관 방면 (BL22 난강역)        |
| 지하 2층 | 섬식 승강장, 왼쪽 출입문이 열림 |                                               |
| 지하 2층 | 2번 승강장                      | 반난선 딩푸/극동병원 방면 (BL20 허우산피역) → |

주:
- 소수의 열차가 이 역을 종착역으로 하므로, 난강역 또는 난강전람관역으로 이동하는 승객은 이 역에서 열차를 갈아타야 한다.
- 승차 예정이 없으나, 화장실을 이용해야 하는 사람은, 안내소에 증명서를 발급받아 운임 구내 화장실을 무료로 빌릴 수 있다.

### 출구
1·4번 출구는 역 남쪽에, 2·3반 출구는 역 북쪽에 위치한다. 무장애 엘리베이터는 4번 출구 인근에 있다.
| 출구          | 사진 | 위치                  |
| ------------- | ---- | --------------------- |
| 틀:첩운출입구 |      | 육군후방지휘부        |
| 틀:첩운출입구 |      | 중샤오 동로 6단 403항 |
| 틀:첩운출입구 |      | 난강 고등학교         |
| 틀:첩운출입구 |      | 쿤양가(昆陽街)        |

## 역 인근
| | |
| - 타이베이 첩운 난강 기기공장 - 중샤오 동로(忠孝東路) 6단 - 스민 대로(市民大道) 7단 - 샹양로(向陽路) - 쿤양가(昆陽街) - 둥신베이(東新陂) - 국방부 육군후방지휘부(전 합동근무본부) - 중화민국 위생복리부 | - 식품의약관리서 - 사회·가족서 - 타이베이 시청 경찰서 난강 지국 - 난강 고등학교(南港高中) - 난강 공원(南港公園) - 위청 초등학교(玉成國小) - 타이베이시 공공자전거 대여시스템 첩운 쿤양역(1번 출구) - 타이베이 뮤직센터 (본역과 난강역 사이에 위치) |

## 역사
- 2000년 12월 30일: 난강선 "쿤양-시청" 구간을 따라 정식 개장하였다.[3](p. 328)
- 2008년 12월 25일 : 오후 2시에 난강선이 본역에서 동쪽으로 난강역까지 연장 개통하였다.[3](p. 331)
- 2012년 9월 4일 : 오후 4시 30분에 1번 승강장(난강 방면)에서 열차가 선로를 이탈하 50대 남자가 열차 밑에 끼여 사망하고, 이로 인해 반난선 전 구간이 30분 동안 운행을 멈추었다. 해당 기관에서는 셔틀 버스를 이용하도록 변경하여 시청역 출입을 금지시켰고, 쿤영-난강간 첩운노선은 중샤오푸싱-난강전람관간의 무료버스를 편도 영방향으로 운행하였다.
- 2016년 12월 15일: 낮 12시 17분경 41세 여성 승객이 승강장에서 휴대전화를 보며 고개를 숙이다 전방 주시를 하지않아 선로에 추락하였으나, 다행히 열차의 진입은 없었으며 역무원과 다른 승객의 도움을 받아 구조되었으며, 첩운공사는 이 여성 승객에게 "대중첩운법"위반으로 벌금을 부과하였다.
- 2017년 10월 9일: 난간형 스크린도어가 정식으로 가동되었다.

## 인접정차역
| 타이베이 첩운 반난선   | 타이베이 첩운 반난선        | 타이베이 첩운 반난선          |
| ---------------------- | --------------------------- | ----------------------------- |
| 난강역 난강전람관 방면 | 타이베이 첩운 반난선 난강선 | 허우산피역 딩푸/극동병원 방면 |

### 인용문
1. ↑  “臺北捷運車站站名增加編號作業 已完成初步設計 近期報請市府核定 預計明年8月前全面更新” (보도 자료) (중국어 (대만)). 台北捷運. 2016년 4월 11일. 2016년 4월 11일에 원본 문서에서 보존된 문서. 2016년 4월 11일에 확인함.
2. ↑  Metro Navi 首頁 > 設施種類 > 車站 > 昆陽站 보관됨 2009-05-07 - 웨이백 머신
3. 1 2  徐榮崇 (2015年12月). 《續修臺北市志  卷五 交通志 捷運篇》. 臺北市文獻委員會. ISBN 9789860469875.